# Операція «Припливна хвиля»
Припливна хвиля (англ. Tidal Wave) — наліт бомбардувальників повітряних сил армії США (ПС США), які базувалися в Лівії та Південній Італії, на дев'ять нафтопереробних заводів довкола Плоєшті, (Румунія), що трапився 1 серпня 1943 року в ході Другої світової війни. Був частиною стратегічних бомбардувань і т. зв. «нафтового походу Другої світової війни» з метою позбавити держави Осі палива на основі нафтопродуктів. Повітряна атака не призвела до «скорочення валового видобутку».
Це завдання було одним із найкоштовніших для ПС США на європейському театрі бойових дій, оскільки вони втратили 53 літаки та 660 членів екіпажу. Це був з огляду на обсяг участі найдорожчий великий авіаналіт союзників у війні,, а його дату пізніше нарекли «чорною неділею». Учасників цієї операції відзначено п'ятьма медалями Пошани та 56 хрестами «За видатні заслуги», а також численними іншими нагородами. В аналітичному звіті 1999 року, підготовленому для Воєнного коледжу Повітряних сил США на авіабазі «Максвелл» в Алабамі, було зроблено висновок, що місія до Плоєшті була «однією з найкривавіших і найгероїчніших місій усіх часів».